# Йоан XV (папа)
Папа Йоан XV (на латински: Ioannes.PP.XV), най-вероятно роден под името Йоан, е глава на Католическата църква от 985 до смъртта си, 137-ия папа в Традиционното броене.
Син на Римски презвитер. Неговата подкупност и прояви на симония го правят силно непопулярен сред римските граждани. В началото на понтификата му римски патриций прави неуспешен опит за изземане на папските му правомощия. Йоан XV взема известно участие в противоречията между френския крал Хуго Капет и неговия противник Шарл дьо Лорен. Папата умира в март 996 г. от треска, като на папския престол е наследен от един от рицарите на император Ото III, Бруно фон Карнтен, приел името Григорий V.